# Die Spitze Feder
Die Spitze Feder war ein österreichischer Preis für Journalistinnen, der 1999 von der Wiener Gemeinderätin Jutta Sander gestiftet und bis 2010 vom FrauenNetzwerk Medien verliehen wurde. Zusätzlich wurde bis 2007 ein Förderpreis für junge Journalistinnen verliehen.
Eine Art Nachfolgepreis ist der Wiener Journalistinnenpreis.

## Widmung
Laut Gründerin sollten mit diesem Preis „hervorragende publizistische Leistungen von Journalistinnen für Frauenpolitik und Demokratie gewürdigt werden. Die Spitze Feder soll Mut machen.“
Jutta Sander hatte nach ihrer Wahl in den Wiener Gemeinderat im Jahr 1992 beschlossen, auf ihr Gehalt als Gemeindebedienstete verzichten zu wollen. Dies war jedoch aus legistischen Gründen nicht möglich, weshalb sich ein jahrelanger Rechtsstreit ergab. Nachdem der Gemeinderat die Rechtslage änderte, entschied Sander das bis zu diesem Zeitpunkt angesparte Geld für frauenpolitische Schwerpunkte einzusetzen – als Preis für Journalistinnen, die sich besonders für Frauenthemen engagieren. In den Folgejahren wurde der Preis von den Grünen-Politikerinnen Monika Vana und Eva Glawischnig gestiftet.
2011 wurde von der rot-grünen Koalition im Wiener Rathaus als Nachfolgepreis der Wiener Journalistinnenpreis etabliert, welcher von der Wien Holding finanziert und ebenfalls vom FrauenNetzwerk Medien verliehen wird. Er steht unter der Schirmherrschaft der zwei Wiener Vizebürgermeisterinnen und der Wiener Frauenstadträtin.

## Preisträgerinnen
- 1999: Eva Linsinger,  Der Standard
- 2000: Cornelia Krebs, ORF-Hörfunk
- 2001: Petra Stuiber, FORMAT
- 2002: Eva Weissenberger, Falter
- 2003: ex aequo an Elfie Oberhuber für ihre feministisch-künstlerische Interviewserie im Frauenmagazin DIVA und an das Zeitungsprojekts fiber
- 2004: Radio FRO – 105,0 MHz für die zehnteilige Radioserie "migration@eu: Migrationspolitik der Europäischen Union"
- 2005: Ursula Kubes-Hofmann, Gründerin, Mitherausgeberin und Chefredakteurin der Zeitschrift [sic!] Forum für Feministische GangArten
- 2006: Irene Brickner, Der Standard
- 2007: Teresa Arrieta, ORF Journal Panorama
- 2008: keine Verleihung bekannt
- 2009: keine Verleihung bekannt
- 2010: Tatjana Duffek, NEWS und Ina Freudenschuß,  dieStandard.at

### Förderpreis
Weiters wurde bis 2007 auch ein Förderpreis für Nachwuchsjournalistinnen vergeben:
- 1999: TAmera, Radio Orange
- 2000: dieStandard.at
- 2001: ex aequo an Elisabeth Boyer (Der Standard) und Christina Heintel (Publizistikstudentin)
- 2002: Nina Horaczek, Falter
- 2003: Gabi Horak, an.schläge
- 2004: Elke Ziegler, Freie Journalistin und Radio FRO, Linz
- 2005: Georgia Schultze, Ö1
- 2006: Doris Helmberger, Die Furche
- 2007: Ingrid Brodnig, Falter

## Dotierung
Der Preis war ursprünglich mit 35.000 Schilling dotiert. Im Jahr 2005 war der Hauptpreis mit 2.200 Euro dotiert, der Förderpreis für Nachwuchsjournalistinnen mit 800 Euro.

## Jury
Die Jurs setzt sich aus namhaften österreichischen Journalistinnen zusammen. Beispielsweise waren im Jahr 2001 folgende Personen in der Jury tätig: Susanne Riegler (ORF), Tessa Prager (News), Brigitte Handlos (ORF), Margareta Kopeinig (Kurier), Cornelia Krebs (ORF) und dieStandard.at.